# Palais Bellevue
Pour les articles homonymes, voir Bellevue.
Le palais Bellevue de Cassel est une ancienne résidence du Landgrave de Hesse-Cassel. Il fut construit en 1714 par Charles de Hesse-Cassel, avec Paul du Ry comme architecte. 
À l'origine, il servait d'observatoire, puis il est devenu partie intégrante du palais Bellevue (aujourd'hui détruit). Le musée municipal des frères Grimm y a longtemps été hébergé.